# Kaple svatého Jana Nepomuckého (Týnec)
Kaple svatého Jana Nepomuckého, postavená v barokním slohu, se nachází na vyvýšenině asi 1 km západně od vísky Loreta, která tvoří součást obce Týnec v okrese Klatovy v Plzeňském kraji. Čtyřboká patrová kaple, orientovaná přesně na osu zámku v Týnci, byla postavena za Maxmiliána Norberta Krakovského v roce 1730. Dnes z kaple, zasvěcené sv. Janu Nepomuckému a chráněné jako kulturní památka České republiky, zbývá monumentální torzo.  

Ještě před 2. světovou válkou byla zřícenina krátce využívána jako rozhledna, dnes již zůstaly zachovány jen neúplné obvodové zdi. K památce vede značená cesta z Týnce nebo z Klatov.

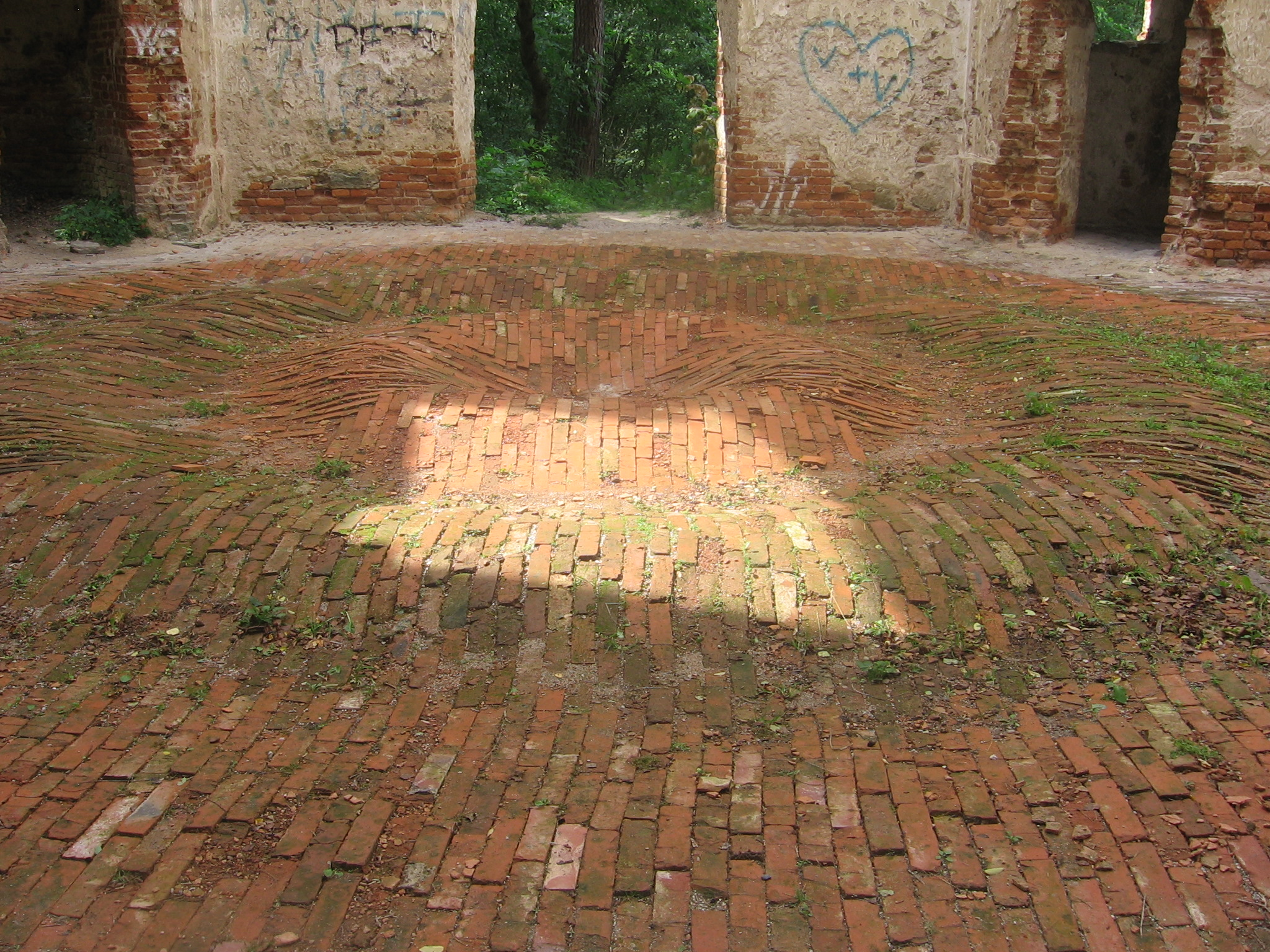
Umělecké dílo "Kapka - Hladina hloubky" v prostoru kaple